# 矢野久
矢野 久（やの ひさし、1950年 - ）は、日本の経済学者。博士（社会科学）。専門はドイツ現代経済史、ドイツ現代社会史、労働史。
ナチ時代の労働史についてドイツ語の本を公刊して以後は、戦時期の外国人強制労働に研究の重点を移し、最近では戦後ドイツにおける外国人労働者について研究している。
戦後ドイツ社会がナチ時代にどのように対処してきたのか、20世紀をどのようにとらえるのかという問題にも取り組んでいる。同時に戦後ドイツの外国人労働者の居住の社会史に視野を広げて研究している。
一次資料を基にして歴史研究を行い、それをドイツで発表することで国際的貢献を果たそうと考えている。
日本国内の学会よりもドイツ国内で多くの発表を行っている。

## 学歴
- 1973年3月31日 慶應義塾大学経済学部　卒業
- 1976年3月31日 慶應義塾大学 修士課程 経済学研究科 修了
- 1983年3月31日 慶應義塾大学 博士課程 経済学研究科　単位取得退学

## 職歴
- 1985年04月-1989年03月 慶應義塾大学 大学助手(経済学部) 【塾内本務】
- 1989年04月-1996年03月 慶應義塾大学 大学助教授(経済学部)【塾内本務】
- 1996年04月-慶應義塾大学 大学教授(経済学部) 【塾内本務】

## 人物
- 時間には厳しいが、非常に温厚な性格である。
- 名前から、“やのきゅう”のあだ名で知られる。
- 麻生太郎に似ていると言われる。
- とても学生想いで、卒業生にも慕われている。
- ギャグ好きで場を盛り上げてくれる。飲むとすぐ寝てしまう。
- 相談事には親身になってのってくれる。
- 大学教授という硬いイメージではなく、スポーツマンな一面もある。

## 著作

### 単著
- 『ナチス・ドイツの外国人――強制労働の社会史』（現代書館, 2004年）
- 『労働移民の社会史――戦後ドイツの経験』（現代書館、2010年）

### 共著
- （井上茂子・木畑和子・芝健介・永岑三千輝）『1939――ドイツ第三帝国と第二次世界大戦』（同文舘出版, 1989年）

### 共編著
- （アンゼルム・ファウスト）『ドイツ社会史』（有斐閣, 2001年）
- （川越修）『ナチズムのなかの20世紀』（柏書房, 2002年）
- （松村高夫）『裁判と歴史学――731細菌戦部隊を法廷からみる』（現代書館, 2007年）
- （松村高夫）『大量虐殺の社会史――戦慄の20世紀』（ミネルヴァ書房, 2007年）

### 訳書
- ディルク・ブラジウス『歴史のなかの犯罪――日常からのドイツ社会史』（同文舘出版, 1990年）
- アルノ・ヘルツィヒ『パンなき民と『血の法廷』――ドイツの社会的抗議 1790~1870年』（同文舘出版, 1993年）
- ユルゲン・シェベラ『ベルリンのカフェ――黄金の1920年代』（大修館書店, 2000年）